# Färentuna
Färentuna är en före detta småort i Ekerö kommun och kyrkby i Färentuna socken på Färingsö. År 2005 bodde 68 personer i Färentuna. 
Här finns Färentuna kyrka som byggdes på 1100-talet. Inmurade i kyrkan finns runstenarna Upplands runinskrifter 20. I Färentuna finns en skola, med förskoleklass-årskurs 6. I Färentuna finns det daglig verksamhet som heter Högby Gård.
2010 hade Färentuna vuxit samman med småorten Ölsta och avgränsar enligt SCB från 2010 en gemensam tätort med namnet Ölsta.

## Bilder

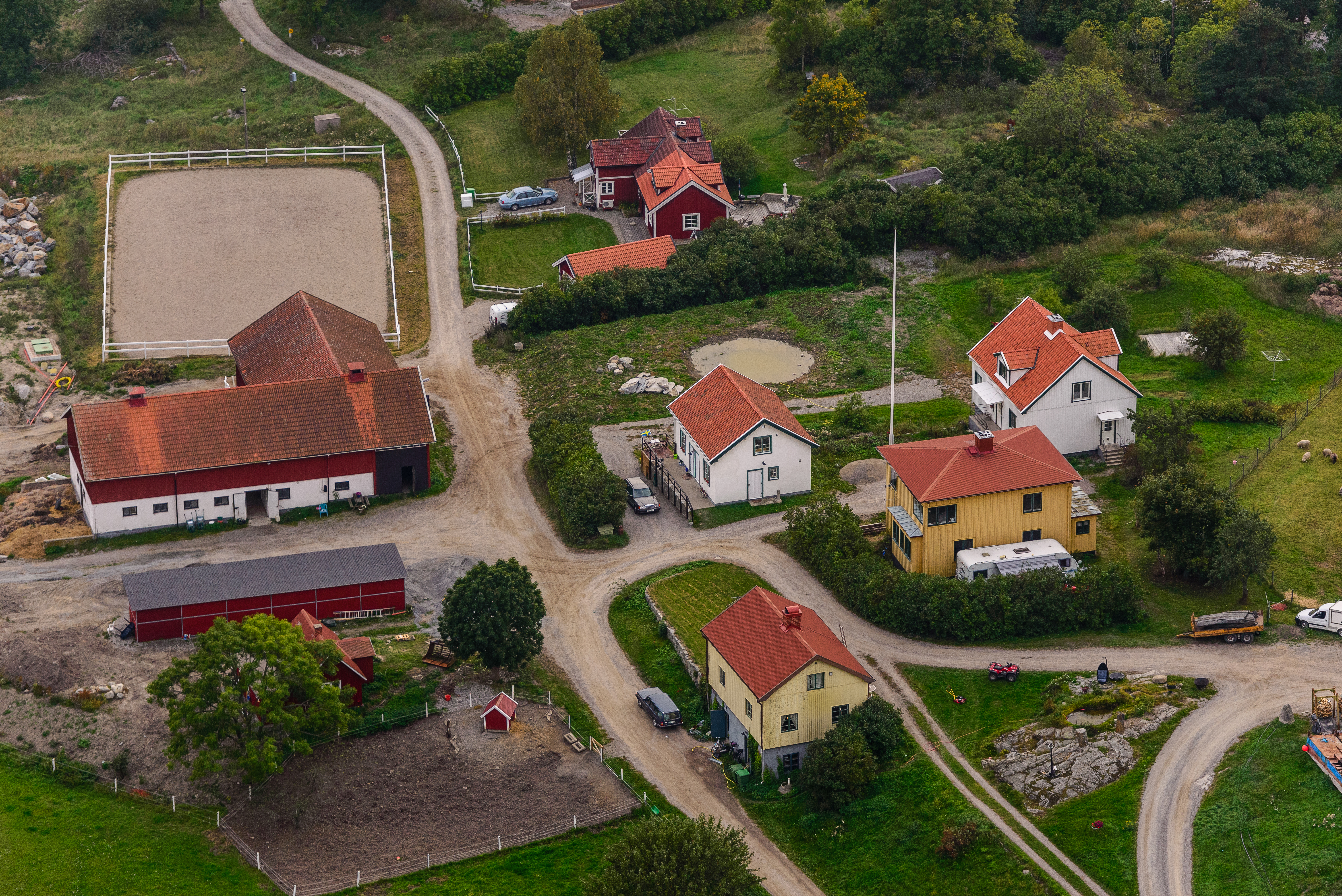
Byggnader i Färentuna.
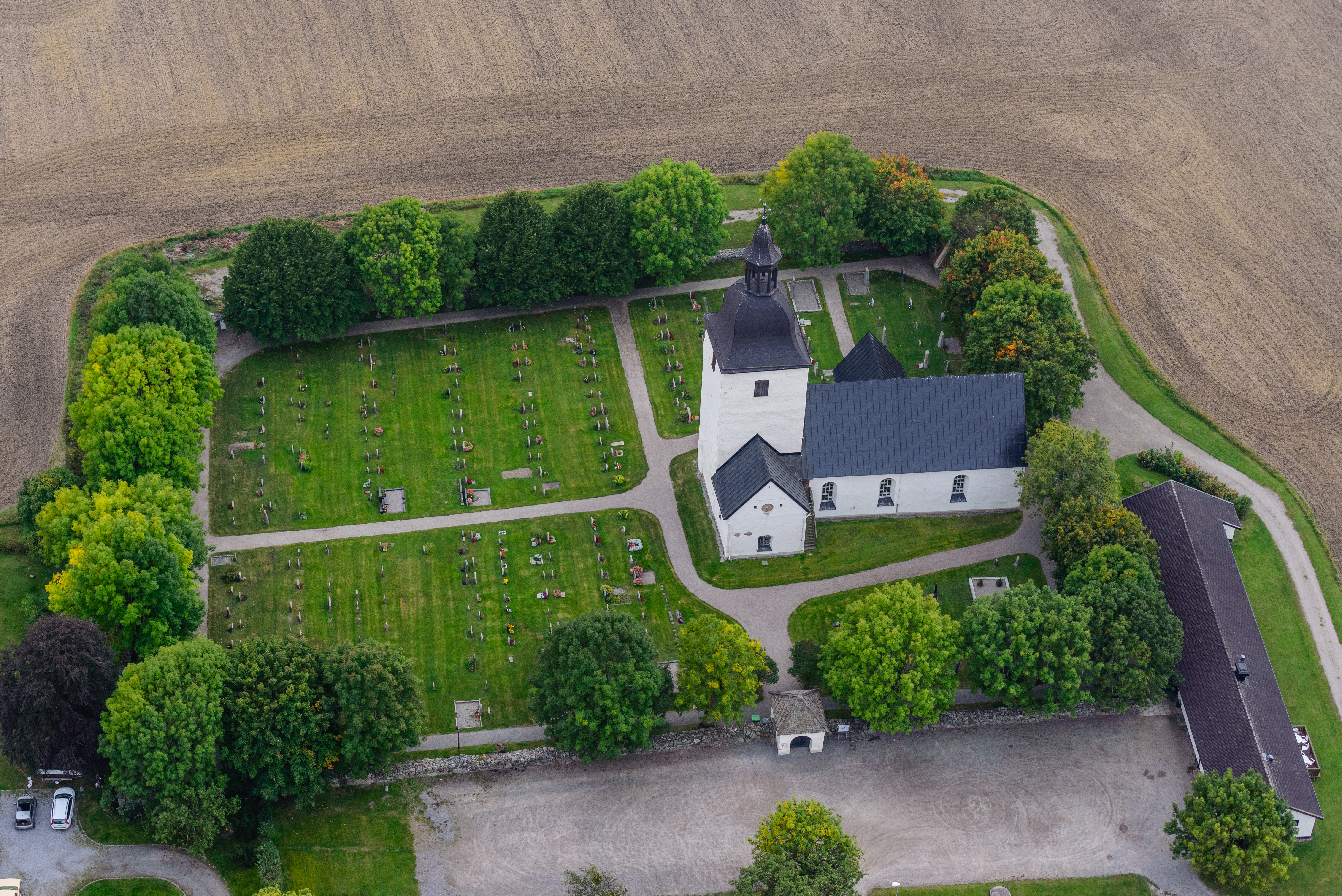
Färentuna kyrka omgiven av kyrkogård och församlingshem.